# Col Ebbetts
Le col Ebbetts (Ebbetts Pass en anglais) est un col de montagne de la Sierra Nevada, situé à 2 662 mètres d'altitude, en Californie, aux États-Unis.